# جانوس ناغي (مصارع رياضي)
جانوس ناغي (بالمجرية: Nagy János)‏ هو مصارع رياضي مجري، ولد في 13 أغسطس 1964 في بودابست في المجر.

## وصلات خارجية
- جانوس ناغي على موقع قاعدة بيانات المصارعة الدولية (الإنجليزية)
- جانوس ناغي على موقع أوليمبيديا (الإنجليزية)
- جانوس ناغي على موقع اللجنة الأولمبية المجرية (الهنغارية)